# Alex Sinisterra
Alex Sinisterra (Tuluá, Valle del Cauca, Colombia; 4 de enero de 1979) es un exfutbolista colombiano. Jugaba de delantero y su último equipo fue el Alianza Atlético de Perú.

## Clubes
| Club                 | País      | Año       |
| -------------------- | --------- | --------- |
| Cortuluá             | Colombia  | 2002-2003 |
| Envigado FC          | Colombia  | 2004      |
| Delfín de Manta      | Ecuador   | 2006      |
| Cúcuta Deportivo     | Colombia  | 2006      |
| Zamora FC            | Venezuela | 2007      |
| Atlético Bucaramanga | Colombia  | 2008      |
| La Equidad           | Colombia  | 2008      |
| Once Caldas          | Colombia  | 2009      |
| Zamora FC            | Venezuela | 2010      |
| Deportivo Petare     | Venezuela | 2010-2011 |
| Unión Comercio       | Perú      | 2011-2013 |
| Alianza Atlético     | Perú      | 2015      |

## Palmarés
| Título          | Club        | País     | Año  |
| --------------- | ----------- | -------- | ---- |
| Copa Colombia   | La Equidad  | Colombia | 2008 |
| Torneo Apertura | Once Caldas | Colombia | 2009 |